# Hanns Bunge

Hanns Bunge

Hanns Bunge (* 31. August 1898 in München; † 30. Mai 1966 ebenda) war ein deutscher Politiker (NSDAP).

## Leben und Wirken
Bunge wurde 1898 als Sohn des Inhabers einer Lichtpause- und Plandruckanstalt geboren. Nach dem Besuch der Volksschule in München von 1904 bis 1912 absolvierte Bunge von 1913 bis 1916 eine kaufmännische Lehre. Begleitend dazu besuchte er die städtische Kaufmannsschule. In den Jahren 1916 bis 1918 nahm Bunge am Ersten Weltkrieg teil, in dem er unter anderem mit dem Eisernen Kreuz II. Klasse, dem Bayerischen Militärverdienstkreuz III. Klasse und dem Verwundetenabzeichen ausgezeichnet wurde.
Nach dem Ende des Krieges schloss Bunge sich verschiedenen völkischen Gruppierungen an: Bereits 1919 wurde er Mitglied der Thule-Gesellschaft und des Freikorps Oberland, dem er bis 1922 angehörte. Im September 1922 wurde er erstmals Mitglied der NSDAP. Seinen Lebensunterhalt verdiente Bunge in dieser Zeit als Kaufmann, außerdem übernahm er den Münchener Betrieb seines Vaters. 1921 heiratete er zum ersten Mal. Nach dem Tod seiner Frau 1933 verheiratete er sich 1934 neu.
Im November 1923 nahm Bunge als Mitglied des Stoßtrupps Hitler am Hitlerputsch in München teil. Nach der Neugründung der NSDAP 1925 trat Bunge zum 9. September 1926 erneut der Partei bei (Mitgliedsnummer 45.073), in der er vor allem Aufgaben innerhalb der SA, der Parteiarmee der NSDAP, übernahm: 1927 wurde er Adjutant der SA-Standarte 1 in München, anschließend, von 1928 bis 1931, amtierte er als Führer des SA-Sturmes 9/1 in München. Von 1931 bis 1933 war Bunge, der im Juni 1931 zum SA-Standartenführer ernannt wurde, Führer der SA-Leibstandarte München.
Bei der Reichstagswahl im Juli 1932 zog Bunge als Abgeordneter der NSDAP für den Wahlkreis 24 (Oberbayern-Schwaben) in den Reichstag ein. Nachdem sein Mandat bei den folgenden fünf Wahlen – im November 1932, März und November 1933, März 1936 und Mai 1938 – bestätigt wurde, gehörte Bunge dem deutschen Parlament knapp 13 Jahre lang bis zum Ende der NS-Herrschaft im Mai 1945 an. Zu den bedeutenden parlamentarischen Ereignissen, an denen Bunge während seiner Abgeordnetenzeit Anteil hatte, zählte unter anderem die Verabschiedung des – auch mit Bunges Stimme beschlossenen – Ermächtigungsgesetzes im März 1933.
Nach der „Machtergreifung“ der Nationalsozialisten im Frühjahr 1933 übernahm Bunge zunächst Aufgaben im Stab der Obersten SA-Führung (OSAF). Später wurde er mit der Führung der SA-Brigade R 85 beauftragt und mit Aufgaben im Stab der Gruppe Hochland. Im November 1942 wurde er zum SA-Gruppenführer befördert. Ferner wurde Bunge Richter beim Obersten Ehren- und Disziplinarhof der Deutschen Arbeitsfront (DAF) und Mitglied des Volksgerichtshofes. In dieser Eigenschaft war er am 22. Februar 1943 Beisitzer beim Todesurteil gegen die Geschwister Hans und Sophie Scholl.
NSDAP-Ehrungen, die Bunge aufgrund seiner Tätigkeit zuteilwurden, waren das Goldene Parteiabzeichen und der Blutorden.